# أندرو إم ألين
أندرو إم ألين (بالإنجليزية: Andrew M. Allen)‏ (و. 1955 – م) هو ضابط، ورائد فضاء من الولايات المتحدة الأمريكية . ولد في فيلادلفيا، بنسيلفانيا .

## ريادة الفضاء
شارك في المهمات الفضائية:
- STS-46[2]
- STS-75[2]
- STS-62.[2]

## التعليم
تعلم في جامعة فلوريدا، وVillanova University

## الخدمة العسكرية
خدم في قوات مشاة بحرية الولايات المتحدة.

## جوائز
حصل على جوائز منها:
- جائزة الشجاعة طيران
- وسام الجو
- وسام "العمل الشجاع في الحرب الوطنية العظمى 1941-1945
- وسام الاستحقاق.